# Kerkstraat 10 (Eemnes)
Kerkstraat 10-12 is een rijksmonument aan de Kerkstraat in Eemnes in de provincie Utrecht. 
De oudst bekende inwoner is Jan Martense Rozendaal die in 1702 eigenaar was. In latere jaren woonden er meerdere families onder één dak. Er waren in de loop der tijd een winkel, een schoenmakerij en een manufacturenzaak in het pand gevestigd. Sinds 1919 heeft het een woonbestemming.
Het dubbelhuis staat haaks op de weg. De rechtergevel is iets smaller dan de linkergevel. De twee zadeldaken zijn gedekt met Hollandse en tuiles-du-Nordpannen.